# Dự báo nhu cầu
Dự báo nhu cầu là một lĩnh vực phân tích dự đoán  cố gắng hiểu và dự đoán nhu cầu của khách hàng để tối ưu hóa các quyết định cung ứng theo chuỗi cung ứng của công ty và quản lý kinh doanh.  Dự báo nhu cầu liên quan đến các phương pháp định lượng như sử dụng dữ liệu và đặc biệt là dữ liệu bán hàng trong lịch sử cũng như các kỹ thuật thống kê từ các thị trường thử nghiệm.  Dự báo nhu cầu có thể được sử dụng trong lập kế hoạch sản xuất, quản lý hàng tồn kho và đôi khi trong việc đánh giá các yêu cầu năng lực trong tương lai hoặc trong việc đưa ra quyết định về việc có nên tham gia vào một thị trường mới hay không.

## Phương pháp

### Đánh giá định tính
Dự báo nhu cầu dựa trên ý kiến chuyên gia.  Một số loại trong phương pháp này là,
- Phán quyết chưa trả
- Thị trường dự đoán
- Kỹ thuật Delphi
- Lý thuyết trò chơi
- Bootstrapping phán xét
- Tương tác mô phỏng
- Ý định và khảo sát kỳ vọng
- bồi thẩm đoàn phương pháp điều hành

### Đánh giá định lượng
- Mô phỏng sự kiện rời rạc
- Phép ngoại suy
- Phương pháp xử lý dữ liệu nhóm (GMDH)
- Dự báo lớp tham chiếu
- Tương tự định lượng
- Dự báo dựa trên quy tắc
- Mạng lưới thần kinh
- Khai thác dữ liệu
- Phân tích kết hợp
- Mô hình nhân quả
- Phân khúc
- Mô hình làm mịn theo cấp số nhân
- Mô hình Boxifer Jenkins
- Mô hình lai

### Những người khác như sau
a) phương pháp chiếu chuỗi thời gian này bao gồm:
- phương pháp di chuyển trung bình
- phương pháp làm mịn theo cấp số nhân
- phương pháp dự báo xu hướng

b) phương pháp nhân quả này bao gồm:
- phương pháp tỷ lệ chuỗi
- phương pháp mức tiêu thụ
- phương pháp sử dụng cuối
- phương pháp chỉ số hàng đầu

## Tính toán chính xác dự báo nhu cầu
Tính chính xác dự báo nhu cầu là quá trình xác định độ chính xác của dự báo được thực hiện liên quan đến nhu cầu của khách hàng đối với sản phẩm.  Hiểu và dự đoán nhu cầu của khách hàng là rất quan trọng đối với các nhà sản xuất và nhà phân phối để tránh tồn kho và duy trì mức tồn kho đầy đủ.  Trong khi dự báo không bao giờ hoàn hảo, chúng là cần thiết để chuẩn bị cho nhu cầu thực tế.  Để duy trì hàng tồn kho được tối ưu hóa và chuỗi cung ứng hiệu quả, dự báo nhu cầu chính xác là bắt buộc.

### Tính toán độ chính xác của dự báo chuỗi cung ứng
Độ chính xác dự báo trong chuỗi cung ứng thường được đo bằng cách sử dụng Lỗi phần trăm tuyệt đối trung bình hoặc MAPE.  MAPE thống kê được định nghĩa là trung bình của lỗi phần trăm.
Tuy nhiên, hầu hết các học viên định nghĩa và sử dụng MAPE là Độ lệch tuyệt đối trung bình chia cho Doanh số trung bình, chỉ là MAPE có trọng số khối lượng, còn được gọi là tỷ lệ MAD / Trung bình.  Điều này giống như chia tổng độ lệch tuyệt đối cho tổng doanh số của tất cả các sản phẩm.  Tính toán {\displaystyle {\frac {\sum {|A-F|}}{\sum {A}}}} với A là giá trị thực tế và F dự báo, còn được gọi là WAPE, Lỗi phần trăm tuyệt đối có trọng số.
Một lựa chọn thú vị khác là trọng số {\displaystyle {\text{MAPE}}={\frac {\sum (w\cdot |A-F|)}{\sum (w\cdot A)}}}. Ưu điểm của biện pháp này là có thể sai số trọng số, vì vậy bạn có thể xác định cách tính trọng số cho doanh nghiệp có liên quan của mình, lợi nhuận gộp hoặc ABC. Vấn đề duy nhất là đối với các sản phẩm theo mùa, bạn sẽ tạo ra kết quả không xác định khi doanh số = 0 và không đối xứng, điều đó có nghĩa là bạn có thể không chính xác hơn nhiều nếu doanh số cao hơn nếu thấp hơn dự báo.  Vì vậy, sMAPE cũng được sử dụng để sửa lỗi này, nó được gọi là Lỗi phần trăm tuyệt đối trung bình đối xứng.
Cuối cùng nhưng không kém phần quan trọng, đối với các mẫu nhu cầu không liên tục, không có điều nào ở trên thực sự hữu ích.  Vì vậy, bạn có thể coi MASE (Lỗi quy mô tuyệt đối trung bình) là một KPI tốt để sử dụng trong các tình huống đó, vấn đề là nó không trực quan như những gì đã đề cập trước đây.

### Tính toán lỗi dự báo
Các lỗi dự báo cần phải được tính toán bằng cách sử dụng doanh số thực tế làm cơ sở.  Có một số hình thức phương pháp tính toán lỗi dự báo được sử dụng, cụ thể là Lỗi phần trăm trung bình, Lỗi bình phương gốc, Tín hiệu theo dõi và Xu hướng dự báo.